# Mitte (okręg administracyjny Hanoweru)
Mitte, Stadtbezirk Mitte – okręg administracyjny w Hanowerze, w Niemczech, w kraju związkowym Dolna Saksonia. Liczy 35 081 mieszkańców. W jego skład wchodzą cztery dzielnice (Stadtteil).

## Rozwój populacji

Wykres przedstawia rozwój populacji w powiecie Mitte od 1 stycznia 2005 roku. 